# Palmira Barbosa
Palmira Leitão de Almeida Barbosa, mais conhecida como Mirita (Luanda, 25 de novembro de 1961), é uma jogadora de andebol angolana, considerada a melhor de Angola e África. Foi eleita Ministra da Juventude e Desportos da República de Angola, no dia 16 de setembro de 2022.

## Percurso
Palmira Barbosa iniciou a sua carreira na década de 1980, no Clube Ferroviário de Luanda, e em 1996 foi para o Petro Atlético.
Em 1980, integrou a selecção angolana de andebol, da qual seria capitã. Dez anos mais tarde, em 1990, estreou-se na copa do mundoque teve lugar na Coreia do Sul. Depois disto, participou em mais três campeonatos mundiais.
Aos 39 anos, em Fevereiro de 2000, Mirita anunciou que se ia reformar e que desejava seguir uma carreira como treinadora. Porém, jogou por mais duas temporadas no recém-formado clube da ENANA.
Foi deputada na Assembleia Nacional de Angola pelo Movimento Popular de Libertação de Angola (MPLA).

## Conquistas e Reconhecimento
Ao longo da sua carreira, ganhou oito Taças de África dos Clubes com o Petro Atlético; quatro campeonatos africanos com a selecção de Angola, três títulos de jogos da África;  participou em quatro copas do mundo e nos Jogos Olímpicos de Verão de 1996.
Em 1998, a Confederação Africana de Andebol elegeu-a como a melhor jogadora de Andebol de todos os tempos.
Palmira Barbosa, foi nomeada em 2014, para o cargo de Administradora Municipal-Adjunta para a Área Política, Social e da Comunidade do Município de Belas, pelo Governador de Luanda. No mesmo ano, foi homenageada com outros desportistas na Gala de Homenagem a Figuras do Andebol Angolano, organizada pela Federação Angolana de Andebol.
 

Em 2017, foi distinguida com o primeiro prémio Apurados, atribuído pela Refriango.

## Ligações Externas
- As Grandes Mulheres de África: Palmira Barbosa - Arquivos RTP